# Nilgiri-Tahr
Der Nilgiri-Tahr (Nilgiritragus hylocrius, bis 2005 Hemitragus hylocrius) ist eine im südlichen Indien lebende ziegenartige Paarhuferart.

## Merkmale
Nilgiri-Tahre haben eine ziegenähnliche Gestalt. Sie erreichen eine Kopfrumpflänge von 110 bis 150 Zentimetern, wozu noch ein 10 bis 15 Zentimeter langer Schwanz kommt, und eine Schulterhöhe von 80 bis 110 Zentimetern. Sie sind damit die größten Vertreter der Tahre.
Männchen sind mit 80 bis 100 Kilogramm deutlich schwerer als Weibchen, die nur rund 50 Kilogramm wiegen.
Im Gegensatz zum Himalaya-Tahr ist ihr Fell kurz. Bei Weibchen und jungen Männchen ist es gelblich-grau gefärbt und weist einen dunklen Rückenstreifen auf; bei den Männchen verfärbt sich das Fell mit zunehmendem Alter schokoladen- oder schwarzbraun und eine silberfarbene, sattelartige Zeichnung am Rücken wird sichtbar. Auch das Gesicht älterer Männchen trägt zwei silberfarbene Streifen.
Beide Geschlechter tragen relativ kleine, gebogene Hörner. Die der Männchen sind bis zu 45 Zentimeter lang, die der Weibchen sind deutlich schlanker und erreichen maximal 30 Zentimeter.

## Verbreitung und Lebensraum
Nilgiri-Tahre kommen ausschließlich in den Nilgiris an der Grenze der südindischen Bundesstaaten Kerala und Tamil Nadu vor. Ihr Lebensraum sind grasbedeckte Bergländer in 1200 bis 2600 Metern Seehöhe.

## Lebensweise
Nilgiri-Tahre sind vorwiegend dämmerungsaktiv. Am frühen Morgen und am späten Nachmittag und Abend begeben sie sich auf Nahrungssuche, in der Mittagshitze ruhen sie im Schatten von Felsen. Sie sind geschickte Kletterer, die sich in ihrem zerklüfteten Lebensraum sicher fortbewegen. Diese Tiere sind Pflanzenfresser, die sich vorwiegend von Gräsern und Kräutern ernähren.
Das Gruppenverhalten der Nilgiri-Tahre ist flexibel. Herden bestehen aus 20 bis 70 Tieren, in Einzelfällen schließen sich auch mehr als 100 Tiere zusammen. Weibchen leben mit ihren Jungtieren in eigenen Herden, auch die Männchen bilden Junggesellengruppen oder leben einzelgängerisch. In der Brunftzeit schließen sich die Männchen den Weibchengruppen an, es gibt jedoch auch Berichte, wonach Männchen und Weibchen das ganze Jahr über in gemischtgeschlechtlichen Gruppen leben. In der Paarungszeit tragen die Männchen teils erbitterte Kämpfe um das Paarungsvorrecht aus, die auch mit dem Tod eines Konkurrenten enden können.

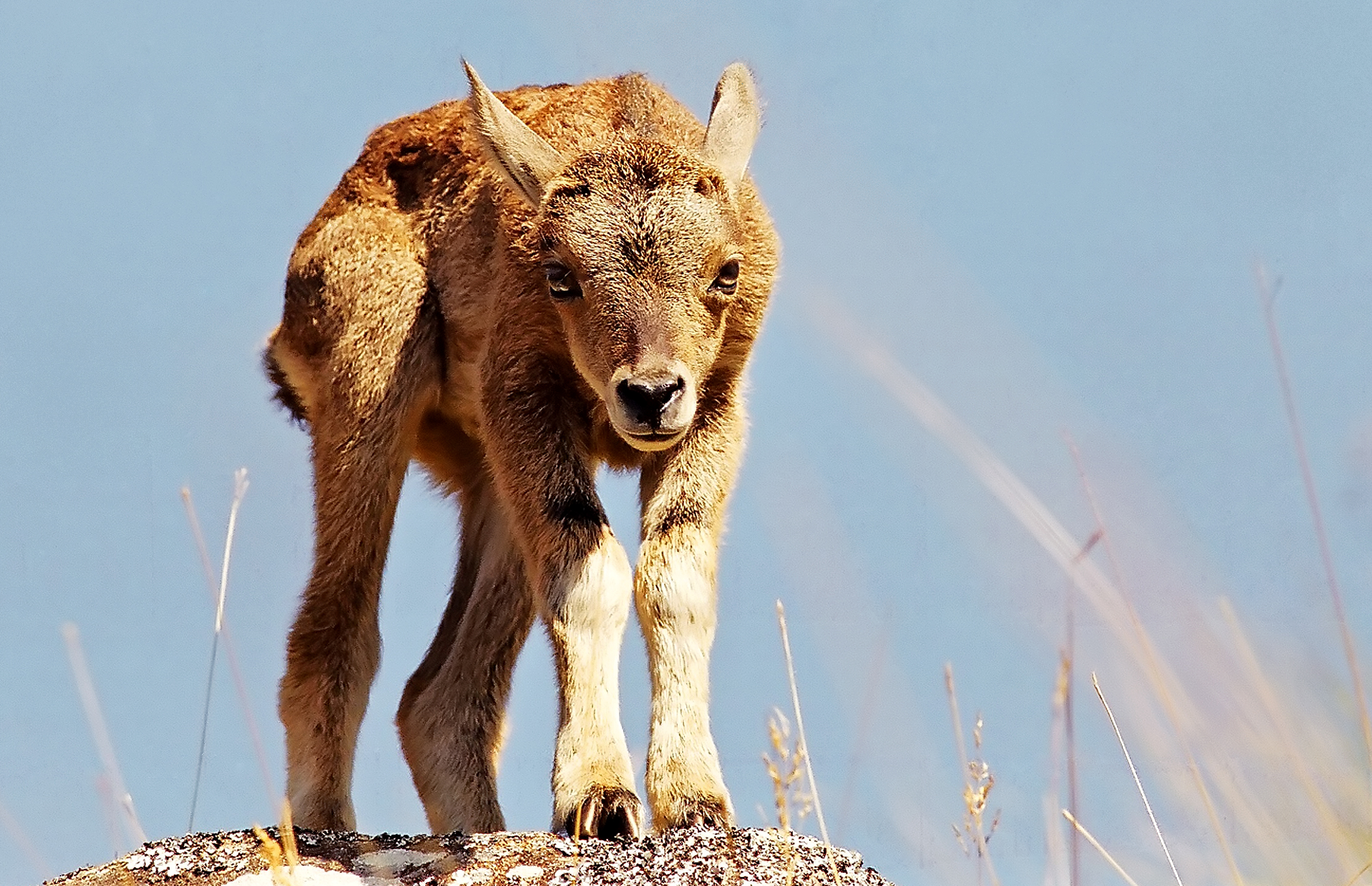
Jungtier

Die Paarungszeit liegt in den Monaten Juni bis August, und die meisten Geburten erfolgen nach einer rund 180- bis 190-tägigen Tragzeit in den Monaten Januar und Februar. Meistens kommt ein einzelnes Jungtier zur Welt, Zwillinge sind selten. Die Jungtiere werden nach vier bis sechs Monaten entwöhnt und sind mit zwei bis drei Jahren geschlechtsreif.

## Gefährdung
Die Hauptgefahren für den Nilgiri-Tahr stellen die Zerstörung des Lebensraumes und die Wilderei dar. Durch die menschliche Siedlungstätigkeit ist ihr Lebensraum stark zerstückelt und auf viele, oft kleine Populationen aufgeteilt. Zwar ist die Art in Indien geschützt, die Umsetzung dieses Schutzes und die Verhinderung der Wilderei geschieht oft nur mangelhaft. Die Gesamtpopulation wird auf 2000 bis 2500 Exemplare geschätzt, die größte Population mit rund 1000 Tieren lebt im Eravikulam-Nationalpark in Kerala.

## Systematik
Ursprünglich wurde der Nilgiri-Tahr zusammen mit dem Himalaya-Tahr und dem Arabischen Tahr als Vertreter der Tahre innerhalb der Gattung Hemitragus geführt. Nach molekulargenetischen Untersuchungen von Ropiquet und Hassanin 2005 sind die Tahre jedoch nicht sehr nahe miteinander verwandt und eine gemeinsame Gattung daher nicht aufrechtzuerhalten. Diesen Untersuchungen zufolge ist der Nilgiri-Tahr näher mit den Schafen verwandt, daher schlugen die Autoren vor, die Art in eine eigene Gattung, Nilgiritragus, zu stellen.